# 呂洪哲
呂 洪哲（ヨ・ホンチョル/여홍철、1971年5月28日 - ）は、韓国、光州広域市出身の元体操選手。1990年代に活躍し、跳馬の「ヨー」「ヨー2」にその名を残す。

## 略歴
1992年バルセロナオリンピックでは個人全種目予選敗退と振るわなかったが、1996年自身2度目のアトランタオリンピック体操では跳馬で銀メダルを獲得した。2000年シドニーオリンピックではいずれも予選敗退だった。

## スポーツマンNo.1決定戦
1997年元日に放送されたTBS『最強の男は誰だ!壮絶筋肉バトル!!スポーツマンNo.1決定戦』in アトランタ跳び箱選手権大会に初出場。当時の世界記録21段（高さ2m86cm）を初挑戦で成功し、一時的に世界タイ記録保持者となるものの、直後に22段を記録したヴィタリー・シェルボに敗れる。同年4月2日に同番組で放送された跳び箱世界一決定戦にて23段（高さ3m06cm）の世界新記録を樹立し、人類初の23段成功者となった。以降、同番組や『SASUKE』にも数度出場した。跳び箱に挑戦した選手の中でもずば抜けて加速力、瞬発力に優れた選手であり、自分の秘訣について「脚が強いからロイター板に負けないだけ」と語る。そのさまは、同じく23段の世界記録を保持している池谷直樹も「ヨーさんの踏み切りを普通の選手が行えば脚が壊れるだけ」と語る程であった。

## 家族
女子体操選手のヨ・ソジョンは娘。